# Доганджа
Вижте пояснителната страница за други значения на Доганджа.
Доганджа или Будакдоанджа (в по-стара литература и Дуванджа; на турски: Budakdoğanca) е село в европейската част (Източна Тракия) на Турция, околия Одрин, вилает Одрин. Селото е разположено на 23 км северно от град Одрин и северно от селата Капитан Андреево и Капъкуле и граничния контролно-пропускателен пункт между Турция и България. Селото на практика е на самата българо-турска граница.

## История
Според някои автори (Боев, 1956) това е родното село на прочутия кърджалийски главатар, хайдутин и закрилник на бедните Индже Войвода, който е действал основно в Източна Тракия в периода 1792-1806 г.
В 1830 година Дуванджа има 80 български къщи.
В началото на 20 век Доганджа е село в Одринска кааза на Османската империя. Според „Етнография на вилаетите Адрианопол, Монастир и Салоника“, издадена в Константинопол в 1878 година и отразяваща статистиката на населението от 1873 Дуванджа (Douvandja) е село в Нахия Юскюдар на Одринска каза с 90 домакинства и 430 жители българи. Според статистиката на професор Любомир Милетич в 1912 година в Дуганджа (Дуванджево) живеят 85 екзархийски български семейства с 449 души. Други източници посочват 102 български къщи през същата година.
При избухването на Балканската война в 1912 година 1 човек от селото е доброволец в Македоно-одринското опълчение. През войната селото е арена на бойни действия между българската и османската армия.
С началото на Междусъюзническата война и настъпването на османската армия българите от селото напускат домовете си и се отправят на север към вътрешността на България. В началото на 1916 година жителите на село Дованджа, което остава на турска територия, след скитания до Стара Загора, Могилово и Малък манастир се завръщат по родните си места и се заселват в съседното на Доганджа село Веран теке, днес Капитан Андреево, което остава на българска територия.

## Население
| Население на селото по години | Население на селото по години |
| ----------------------------- | ----------------------------- |
| 2000                          | 230                           |
| 1997                          | 253                           |

## Личности
Родени в Доганджа
- Панайот Начев, македоно-одрински опълченец, нестроева рота на 11 сярска дружина[6]